# Sunken Road Cemetery (Contalmaison)
Sunken Road Cemetery is een Britse militaire begraafplaats met gesneuvelden uit de Eerste Wereldoorlog, gelegen in het Franse dorp Contalmaison (Somme). De begraafplaats ligt in de velden op ruim 1km ten noorden van het dorpscentrum (Église Saint Léger). Ze werd ontworpen door Herbert Baker en heeft een rechthoekig grondplan met een oppervlakte van 1.106 m². Het terrein is omgeven door een bakstenen muur en is vanaf de Rue de Pozières bereikbaar via een onverharde weg van 420 m. De toegang bestaat uit een rechthoekig poortgebouw in baksteen onder een schilddak en een tweedelig hek als afsluiting. Het Cross of Sacrifice staat centraal rechtover de toegang. De begraafplaats wordt onderhouden door de Commonwealth War Graves Commission.
Er liggen 210 doden begraven waarvan 2 niet meer geïdentificeerd konden worden.
Aan de overkant van de weg ligt de 2nd Canadian Cemetery, Sunken Road.

## Geschiedenis
De begraafplaats werd gestart tussen juli en oktober 1916, tijdens het offensief van de Slag aan de Somme. 
Er liggen 147 Canadezen, 58 Australiërs en 3 Britten begraven. Voor 3 Australiërs werden Special Memorials opgericht omdat hun graven niet meer gelokaliseerd konden worden. De graven van twee Duitse soldaten die hier eind maart 1918 begraven werden zijn later naar elders overgebracht.

## Graven

### Onderscheiden militairen
- Kenneth Churchill Graigie Taylor, majoor bij de Canadian Infantry, werd onderscheiden met de Distinguished Service Order (DSO).
- de luitenants G.W. Crow en Charles Green, beiden van de Canadian Infantry werden onderscheiden met het Military Cross (MC).
- luitenant L.R. Lavoie, compagnie sergeant-majoor James Barr en soldaat Arthur William McGlashan werden onderscheiden met de Military Medal (MM).

### Minderjarige militairen
- soldaat William Edward Dailey was slechts 16 jaar toen hij sneuvelde op 7 september 1916.
- soldaat John Joseph Murphy was slechts 17 jaar toen hij sneuvelde op 25 oktober 1916.

### Aliassen
- korporaal A.J. Perry diende onder het alias A.J. King bij het Britse leger.
- soldaat J.P.O. Garbutt diende onder het alias F. Graham bij het Britse leger.
- soldaat W.A. Hicks diende onder het alias W.A. Fraser bij het Britse leger.